# Contralissa catagrapta
Contralissa catagrapta är en fjärilsart som beskrevs av Edward Meyrick 1927. Contralissa catagrapta ingår i släktet Contralissa och familjen äkta malar. Inga underarter finns listade i Catalogue of Life.